# Associazione Calcio Padova 1974-1975
Questa pagina raccoglie i dati riguardanti l'Associazione Calcio Padova nelle competizioni ufficiali della stagione 1974-1975.

## Stagione
Nella Serie C - Girone A il Padova si è classificato al diciassettesimo posto con 35 punti, a pari merito di Belluno, Bolzano e Juniorcasale, tre punti sopra la zona retrocessione.
In Coppa Italia Semiprofessionisti la squadra non ha superato il primo turno, secondo posto nel Girone 10, dietro al Treviso (qualificato) e prima del Belluno.

## Rosa
| N. |                   | Ruolo | Calciatore       |
| -- | ----------------- | ----- | ---------------- |
|    | Italia (bandiera) | P     | Paolo Galli      |
|    | Italia (bandiera) | P     | Gianni Gennari   |
|    | Italia (bandiera) | D     | Gianni Bottaro   |
|    | Italia (bandiera) | D     | Massimo Ceccato  |
|    | Italia (bandiera) | D     | Alberto Coramini |
|    | Italia (bandiera) | D     | Vando Freddi     |
|    | Italia (bandiera) | D     | Mario Furlan     |
|    | Italia (bandiera) | D     | Luigino Maggiolo |
|    | Italia (bandiera) | D     | Enea Moruzzi     |
|    | Italia (bandiera) | C     | Dino Agostini    |

| N. |                   | Ruolo | Calciatore       |
| -- | ----------------- | ----- | ---------------- |
|    | Italia (bandiera) | C     | Roberto Fanani   |
|    | Italia (bandiera) | C     | Roberto Filippi  |
|    | Italia (bandiera) | C     | Giovanni Mazzon  |
|    | Italia (bandiera) | C     | Marco Monari     |
|    | Italia (bandiera) | C     | Giuseppe Bertoli |
|    | Italia (bandiera) | C     | Alberto Bigon    |
|    | Italia (bandiera) | A     | Paolo Cappellaro |
|    | Italia (bandiera) | A     | Giuseppe Lazzaro |
|    | Italia (bandiera) | A     | Mario Musiello   |

## Risultati

### Serie C

#### Girone di andata
| 1ª giornata | Legnano | 1 – 1 | Padova |  |

| 2ª giornata | Padova | 2 – 0 | Seregno |  |

| 3ª giornata | Solbiatese | 3 – 0 | Padova |  |

| 4ª giornata | Padova | 1 – 1 | Sant'Angelo |  |

| 5ª giornata | Venezia | 3 – 0 | Padova |  |

| 6ª giornata | Padova | 3 – 1 | Juniorcasale |  |

| 7ª giornata | Vigevano | 2 – 0 | Padova |  |

| 8ª giornata | Padova | 1 – 0 | Belluno |  |

| 9ª giornata | Mestrina | 0 – 1 | Padova |  |

| 10ª giornata | Padova | 1 – 1 | Chioggia Sottomarina |  |

| 11ª giornata | Piacenza | 0 – 0 | Padova |  |

| 12ª giornata | Padova | 2 – 0 | Trento |  |

| 13ª giornata | Padova | 1 – 0 | Pro Vercelli |  |

| 14ª giornata | Cremonese | 1 – 0 | Padova |  |

| 15ª giornata | Padova | 0 – 1 | Mantova |  |

| 16ª giornata | Bolzano | 1 – 1 | Padova |  |

| 17ª giornata | Udinese | 0 – 0 | Padova |  |

| 18ª giornata | Padova | 1 – 1 | Monza |  |

| 19ª giornata | Lecco | 0 – 0 | Padova |  |

#### Girone di ritorno
| 20ª giornata | Padova | 0 – 2 | Legnano |  |

| 21ª giornata | Seregno | 1 – 0 | Padova |  |

| 22ª giornata | Padova | 1 – 0 | Solbiatese |  |

| 23ª giornata | Sant'Angelo | 1 – 1 | Padova |  |

| 24ª giornata | Padova | 2 – 0 | Venezia |  |

| 25ª giornata | Juniorcasale | 0 – 0 | Padova |  |

| 26ª giornata | Padova | 2 – 1 | Vigevano |  |

| 27ª giornata | Belluno | 2 – 0 | Padova |  |

| 28ª giornata | Padova | 0 – 2 | Mestrina |  |

| 29ª giornata | Chioggia Sottomarina | 1 – 1 | Padova |  |

| 30ª giornata | Padova | 0 – 1 | Piacenza |  |

| 31ª giornata | Trento | 1 – 1 | Padova |  |

| 32ª giornata | Pro Vercelli | 2 – 0 | Padova |  |

| 33ª giornata | Padova | 0 – 4 | Cremonese |  |

| 34ª giornata | Mantova | 0 – 1 | Padova |  |

| 35ª giornata | Padova | 1 – 1 | Bolzano |  |

| 36ª giornata | Padova | 1 – 0 | Udinese |  |

| 37ª giornata | Monza | 4 – 0 | Padova |  |

| 38ª giornata | Padova | 2 – 3 | Lecco |  |

## Statistiche

### Statistiche dei giocatori
| Giocatore     | Serie C  | Serie C | Coppa Italia Semiprof. | Coppa Italia Semiprof. | Totale   | Totale |
| Giocatore     | Presenze | Reti    | Presenze               | Reti                   | Presenze | Reti   |
| ------------- | -------- | ------- | ---------------------- | ---------------------- | -------- | ------ |
| P. Galli      | 13       | ?       | ?                      | ?                      | 13+      | ?      |
| G. Gennari    | 26       | ?       | ?                      | ?                      | 26+      | ?      |
| G. Bottaro    | 8        | 0       | ?                      | ?                      | 8+       | 0+     |
| M. Ceccato    | 23       | 1       | ?                      | ?                      | 23+      | 1+     |
| A. Coramini   | 37       | 3       | ?                      | ?                      | 37+      | 3+     |
| V. Freddi     | 33       | 0       | ?                      | ?                      | 33+      | 0+     |
| M. Furlan     | 37       | 1       | ?                      | ?                      | 37+      | 1+     |
| L. Maggiolo   | 1        | 0       | ?                      | ?                      | 1+       | 0+     |
| E. Moruzzi    | 38       | 0       | ?                      | ?                      | 38+      | 0+     |
| D. Agostini   | 1        | 0       | ?                      | ?                      | 1+       | 0+     |
| R. Fanani     | 34       | 2       | ?                      | ?                      | 34+      | 2+     |
| R. Filippi    | 28       | 0       | ?                      | ?                      | 28+      | 0+     |
| G. Mazzon     | 7        | 0       | ?                      | ?                      | 7+       | 0+     |
| M. Monari     | 35       | 2       | ?                      | ?                      | 35+      | 2+     |
| G. Bertoli    | 38       | 12      | ?                      | ?                      | 38+      | 12+    |
| L. Bigon      | 35       | 1       | ?                      | ?                      | 35+      | 1+     |
| P. Cappellaro | 5        | 1       | ?                      | ?                      | 5+       | 1+     |
| G. Lazzaro    | 36       | 4       | ?                      | ?                      | 36+      | 4+     |
| M. Musiello   | 6        | 0       | ?                      | ?                      | 6+       | 0+     |